# 迈克尔·刘易斯
迈克尔·門羅·刘易斯（1960年10月15日—），美国当代报告文学作家、财经记者，毕业于普林斯顿大学和伦敦政治经济学院。大學主修藝術史，在倫敦政經學院取得經濟碩士學位，然後在投資銀行所羅門兄弟倫敦分公司當債券交易員。他所写的畅销书包括《說謊者的撲克牌(老千騙局)》、《将世界甩在身后》（The New New Thing）、《魔球》（Moneyball: The Art of Winning an Unfair Game）和《弱点：比赛进程》等。其中《老千騙局》和《将世界甩在身后》同被《福布斯》评为“20世纪最具影响力的20部商业书籍”。 目前他是《名利场》的特约编辑。

## 个人生活
他的第一任妻子是Diane de Cordova Lewis。他还与CNBC记者Kate Bohner维持过一段短暂婚姻。1997年10月4日，他与音乐电视网记者Tabitha Soren结婚，两人生育了两个女儿和一个儿子。2010年他表示他不信仰上帝。

## 著作
- Liar's Poker : Rising through the Wreckage on Wall Street《老千騙局》(1989)
- Pacific Rift (1991)
- The Money Culture (1991)
- Trail Fever (1997)
- Losers (1998)
- The New New Thing 《一个想法1000万》，又名《将世界甩在身后》(2000)
- Next: The Future Just Happened 《未来刚刚发生》(2001)
- Moneyball 《魔球》(2003)
- Coach: Lessons on the Game of Life (2005)
- The Blind Side 《攻其不備》 (2006)
- The Real Price of Everything (2008)
- Panic: The Story of Modern Financial Insanity 《金融往事：恐慌、危机和迟来的复苏》(2008)
- Home Game (2009)
- The Big Short 《大賣空》(2010)
- Boomerang: Travels in the New Third World 《自食恶果：欧洲即将沦为第三世界？》(2011)
- Flash Boys:A Wall Street Revolt 《快閃大對決：一場華爾街起義》(2014)
- The Undoing Project A Friendship That Changed Our Minds《橡皮擦計畫：兩位天才心理學家，一段改變世界的情誼》(2018)
- The Fifth Risk 《第五風暴：一個失控政府，一場全球災難》(2019)
- . New York: 有聲書. 2020. ASIN B08DL7ZJDX.
- . New York: W·W·諾頓公司. 2021. ISBN 978-0393881554.
- . New York: W·W·諾頓公司. 2023. ISBN 978-1-324-07433-5.

### 改编电影
目前他有三部作品被改拍成了电影：
- The Blind Side (2006) 于2009年拍摄成电影《弱点》，John Lee Hancock导演，Sandra Bullock主演。
- Moneyball (2003) 于2011年拍摄成电影《魔球（电影）》，Bennett Miller导演，Brad Pitt主演。
- The Big Short (2010) 于2015年拍摄成电影《大賣空》，Adam McKay导演，Brad Pitt、Christian Bale、Ryan Gosling和Steve Carell主演。